# Chlorid stříbrný
Chlorid stříbrný (AgCl) je bílá práškovitá chemická sloučenina prakticky nerozpustná ve vodě, ale dobře rozpustná ve vodném roztoku amoniaku. Je světlocitlivý a na světle se rozkládá za uvolňování chlóru a kovového stříbra.

## Fyzikálně-chemické vlastnosti
Chlorid stříbrný je prakticky nerozpustný ve vodě. Rozpouští se ve vodném roztoku amoniaku za vzniku diamin-stříbrného kationtu ([Ag(NH3)2]+). Rozpouští se také v roztocích kyanidů, thiosíranů, kapalného čpavku a pyridinu.
Na světle se chlorid stříbrný za odštěpování chloru a vylučování jemně rozptýleného kovového stříbra barví šeříkově, bledě fialově a nakonec modrozeleně.

## Použití
Díky jeho světlocitlivosti je založeno jeho použití ve fotografii (hlavně jako kopírovací papíry a také pro diapozitivní desky).

## Historie
Chlorid stříbrný byl objeven roku 1565.
- 1777 – Carl Wilhelm Scheele objevil černání chloridu stříbrného UV paprsky.
- 1802 – Vznikl první obraz vykreslený na plochu impregnovanou dusičnanem či chloridem stříbrným, vzniklé obrazy ještě neuměli ustálit (Thomas Wedgwood; sir Humphry Davy).